# Labastide-d'Armagnac
Labastide-d'Armagnac (in occitano La Bastida d'Armanhac) è un comune francese di 708 abitanti situato nel dipartimento delle Landes nella regione della Nuova Aquitania.
Nel territorio del comune è situata la cappella di Notre-Dame des Cyclistes.

## Società

### Evoluzione demografica
Abitanti censiti